# 敖平
敖平，上海大学定量生命科学国际研究中心物理系教授。原“973计划”首席科学家，入选中华人民共和国教育部2008年度"长江学者"特聘教授。曾在华盛顿大学物理系从事博士后研究、在同校任教。